# Saw Mo Shay
 (janvier 2022).
Saw Mo Shay (en birman : စောမိုရှေး  ; 1967 - 22 juillet 2021) est un officier insurgé karen et commandant en chef de DKBA-5 (en), un groupe d'insurgés actif dans l'État Karen, au Myanmar.

## Biographie
Il a été nommé commandant en chef lors d'une réunion d'urgence avec les commandants du DKBA-5, après que le premier commandant en chef, Saw La Pwe, soit décédé d'un cancer de la gorge à Pégou. Saw Mo Shay était auparavant le commandant en chef adjoint de DKBA-5,. 

## Décès
Saw Mo Shay est décédé de la COVID-19 à Rangoun.